# Грушівка (Криворізький район)
Гру́шівка (у 1952—2016 Ленінське) — село в Україні, центр Грушівської сільської територіальної громади Криворізького району Дніпропетровської області. Колишній центр Грушівської волості. Населення — 3 998 мешканців[джерело?]. 
Засноване кошовим отаманом Війська Запорозького Низового Іваном Сірком у 1660-х роках.[джерело?]
Сучасне село виникло під час будівництва Каховської ГЕС, коли на нове місце переселили мешканців двох історичних сіл — Грушівки та Кута, територія яких була затоплена водосховищем.

## Географія
Село розташоване на правому березі Каховського водосховища, у місці впадіння в нього річки Базавлук. На півночі межує з селищем Гранітне, на заході із селом Мар'янське.

## Історія
Поблизу історичних сіл Грушівка та Кут, які мали бути затоплені, досліджено 2 курганні могильники бронзової доби (III — І тис. до н.е.); у них виявлено також поховання скіфського часу (IV—III століття до н.е.), поховання сарматів II століття та пізніх кочівників XIV—XV століть. Знайдено також два поселення черняхівської культури II—V століть. Крім того, біля села Усть-Кам'янка Грушівської громади розкопано 20 курганів, у яких виявлено 30 сарматських поховань І століття та одне кочівницьке поховання IX—X століть.

### Козаччина
Село було хутором кошового отамана Запорозької Січі — Івана Сірка. Сюди він повернувся з січі розмінявши восьмий десяток, щоб доглядати за своєю пасікою. Тут він помер у серпні 1680 року.

### Імперські часи

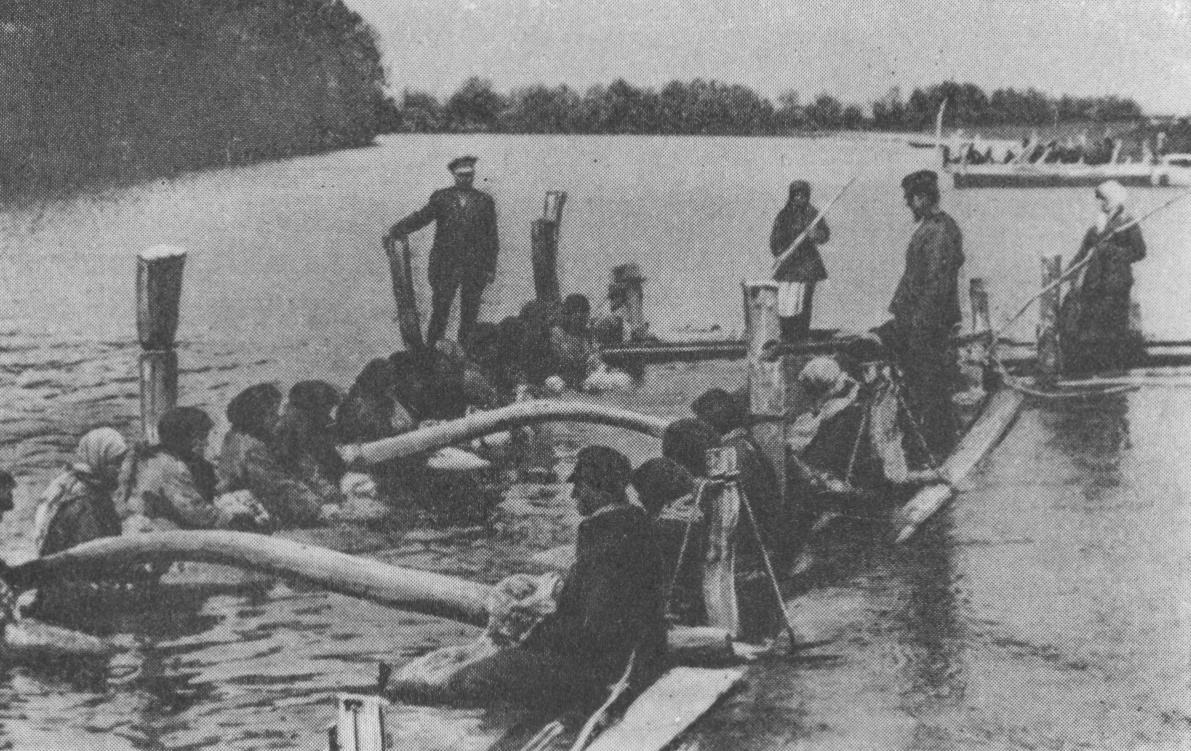
Миття овець перед стрижкою. Грушівка, 1890 рік

Коли уряд Російської імперії ліквідував Нову Січ, тутешні землі привласнив генерал-губернатор князь Олександр Вяземський. Місцеві селяни стали його кріпаками. В ті часи місцевих жителів розоряли стихійні лиха від розливу річок Базавлуку і Підпільної. Найбільша повінь сталася 1845 року. Тоді водою знесло багато хат, десятки сімей селян лишились без притулку. 
У Грушівці тривалий час жив полковник Василь Давидов — батько поета Дениса Давидова, керівника партизанського руху часів Французько-російської війни 1812 року. Родину Давидових відвідував Олександр Суворов, який 1793 року брав участь у маневрах біля Грушівки.
Напередодні реформи 1861 року барони Штіґліци продали Грушівську економію представникові царської сім'ї — князеві Михайлу Романову.
У селах, що належали Романову, населення не мало ані медичної допомоги, ані можливостей для отримання повноцінної освіти. Місцева церковнопарафіяльна школа була перероблена на однокласне училище, було скорочено число вчителів і видатки на цей заклад. Навчались лише діти службовців економії та крупних землевласників. Майже все населення Грушівки і Кута було неписьменним.
Станом на 1886 рік у селі мешкало 1988 осіб, налічувалось 486 дворів, церква православна, школа, 6 лавок, проходило 3 ярмарки: 9 травня, 8 вересня та 6 грудня; базари по п'ятницях. За 7 верст розташовувалась камера мирового судді. За 9 верст — римо-католицький молитовний будинок.
Наприкінці XIX століття до Грушівки приїздили Ілля Рєпін та Валентин Сєров. Великих художників вражала краса навколишньої природи. Ілля Юхимович Рєпін давно виношував задум майбутньої картини «Запорожці пишуть листа турецькому султану», і саме тут почав його здійснювати. Тут були намальовані відомі картини: «Українська хата», «Могила кошового отамана Івана Сірка», «Церква в Грушівці» та інші.
У Грушівці працювали наукові експедиції, зокрема зоологів. У фондах Національного науково-природознавчого музею НАН України є колекційні зразки рідкісних видів ссавців, зібраних у Грушівці 1912 року.

### Українська Народна Республіка
Наприкінці 1917 року в цих селах встановилась Радянська влада. На станції Тік утворився з місцевих селян загін Червоної гвардії. Його організатором був Л. Д. Підлигайло, командиром — М. Івов. Наприкінці березня 1918 року Червона Армія була змушена залишити ці села, їх зайняли Австро-німецькі війська та гетьманці. Наприкінці листопада 1918 року села були зайняті військами Симона Петлюри, але на початку 1919 року села знов зайняли загони Червоної армії. З травня села перейшли під владу військ отамана Матвія Григор'єва, і наприкінці літа 1919 були зайняті силами Антона Денікіна. У лютому 1920 року радянська влада була відновлена, але на початку осені ця територія перейшла під контроль барона Петра Врангеля. 14 жовтня 1920 року поблизу Грушівки частини 2-ї Ставропольської ім. Блінова кавалерійської дивізії при підтримці 2-ї Кінної армії було розбито три кавалерійські дивізії — основний кістяк врангелівської кінноти.
1921 року радянською владою примусом були створені перші артілі в Грушівці — «Червоний партизан», «Трудова змичка», «Сага», а в Куті — «Незаможний орач» і промислова артіль «Працівник» — організувались у 1929—1930 роках. Згодом з промислової артілі «Працівник» відокремились сільськогосподарська «Жовтневий орач» і промислова — «Шлях до комунізму». Через два роки артілі укрупнено. В Грушівці почала діяти одна укрупнена артіль «Червоний партизан», у Куті — три: ім. Петровського, «Жовтневий орач» та «Перебудова».

### Друга світова війна
Під час Другої світової війни у Грушівці і Куті діяв партизанський загін Південного фронту. 9 жовтня 1941 року народні місцеві жителі здійснили напад на німецький загін внаслідок якого 123 людини були вбиті, захоплено багато гвинтівок, 5 ручних кулеметів, 14 автоматів, 2 вогнемети, 2 міномети, 19 пістолетів, велику кількість патронів та інших боєприпасів. Партизанам допомагали місцеві патріоти Ф. Я. Головатий, Й. Г. Крамар та інші.
Восени 1941 року був організований партизанський загін в основному з рибалок риболовецької артілі ім. Богдана Хмельницького. На островах, порослих густим очеретом, вони створили свою базу, звідки здійснювали напади на окупантів. Восени партизани перейшли лінію фронту, деякі з них розійшлися для підпільної роботи по окупованих селах. 1943 року в селі знову було організовано партизанський загін, який завдавав ударів ворогам.
Мешканці Грушівки і Кута вступали до партизанських загонів та підпільних груп, що діяли і за межами їхніх сіл. Так, наприклад, у Нікополі в діяльності підпільної групи «Месник» брав участь учитель історії Грушівської середньої школи М. К. Голуб.
Восени 1943 року Червона армія наблизилась до нікопольських укріплень німецьких військ. Бої тривали кілька місяців. 5 лютого 1944 року 59-а гвардійська Краматорська ордена Суворова стрілецька дивізія, прорвавши оборону, перейшла у наступ. Місцеві жителі на рибальських човнах переправляли воїнів через річку Скарбну поблизу Кута. В битву вступила також 333-я Синельниківська Червонопрапорна ордена Суворова стрілецька дивізія. Села було визволено.
Під час окупації за сприяння партизанам німці розстріляли 43 грушівських активісти. Артільні господарства були зруйновані.

### Друга половина XX століття
Будівництво Каховського водоймища потребувало перенесення кількох сіл з берегів Дніпра. Серед таких сіл були Грушівка і Кут. З цього приводу відбулися збори трудящих обох сіл, на яких пояснили умови перенесення: держава зобов'язалася виплатити кожному господареві компенсацію, дати грошову позику, матеріали для будівництва на новому місці. Переселенню підлягало 678 дворів і все громадське господарство. Від держави колгосп дістав понад 3 мільйони радянських карбованців допомоги, колгоспники — 6,8 мільйона. Сільськогосподарська комісія виконкому встановила нові межі землекористування артілі. Орні площі колгоспу лишилися старими. Дещо скоротились лише ділянки пасовищ і луків у заплаві Дніпра.
Виконком допоміг переселенцям вибрати ділянки для садиб, надав транспорт для перевезення майна, склав графік розподілу будівельних матеріалів. Було налагоджено торгівлю, медичне обслуговування населення. З'явились тимчасові павільйони, лотки і пересувні фургони з продовольчими та промисловими товарами. Було скомплектовано з числа колгоспників 15 будівельних бригад. Споруджено лісопильню, майстерні для виготовлення конструкцій, бетонорозчинні вузли. Районні організації дали колону автомашин для перевезення із зони затоплення лісу, худоби, колгоспного майна та будівельних матеріалів із станції Підстепна.
1965 року на базі колгоспу ім. Леніна створено радгосп ім. Ілліча.
1990 року, неподалік села, створено орнітологічний заказник місцевого значення Заплава річки Базавлук.

### Незалежність
31 липня 2015 року Ленінська сільська рада шляхом об'єднання з Токівською утворили Ленінську сільську громаду (з 2016 року Грушівська сільська громада).
2016 року, у рамках закону про декомунізацію село Ленінське було перейменовано у Грушівку.

## Населення
Згідно з переписом УРСР 1989 року чисельність наявного населення села становила 4358 осіб, з яких 1997 чоловіків та 2361 жінка.
За переписом населення України 2001 року в селі мешкали 3983 особи.

### Мова
Розподіл населення за рідною мовою за даними перепису 2001 року:
| Мова       | Відсоток |
| ---------- | -------- |
| українська | 92,77 %  |
| російська  | 6,00 %   |
| білоруська | 0,48 %   |
| вірменська | 0,48 %   |
| польська   | 0,05 %   |
| молдовська | 0,03 %   |
| угорська   | 0,03 %   |

## Пам'ятки
1984 року у селі відкрито місцевий історико-краєзнавчий музей. Біля села збереглися кам'яні козацькі могильні хрести.
1972 року в селі встановлений пам'ятник Богданові Хмельницькому.
Неподалік села діє орнітологічний заказник місцевого значення Заплава річки Базавлук.
В селі знаходяться храм Преображення Господнього ПЦУ (вул. Бахірєва, 1) та Свято-Успенський храм УПЦ (вул. Зелена, 145).

## Побут
У селі збудовані універмаг, продовольчий і господарський магазини, книгарню, їдальню, пошту, телеграф, кінотеатр, колгоспний будинок відпочинку, лікарня, школа-інтернат. У 1957 році відкрита двоповерхова школа.

## Транспорт
Через село проходить автошлях національного значення Н23 Кропивницький — Кривий Ріг — Нікополь — Запоріжжя, тому наявне жваве транспортне сполучення.
За 2,5 км від села пролягає залізнична лінія Апостолове — Запоріжжя, на якій розташована залізнична станція Підстепне.

## У кіно
У селі проводив зйомки фільму «Поема про море» український письменник та режисер Олександр Довженко.

## Уродженці села
- Клюненко Андрій Степанович (1905—1991) — український радянський журналіст, головний редактор газети «Індустріальне Запоріжжя», лауреат Державної премії УРСР імені Тараса Шевченка 1977 року.
- Литвин Олег Олексійович (1979—2014) — солдат Збройних сил України, учасник російсько-української війни.
- Низова Емілія Миколаївна (1929—1997) — український скульптор.

## Галерея

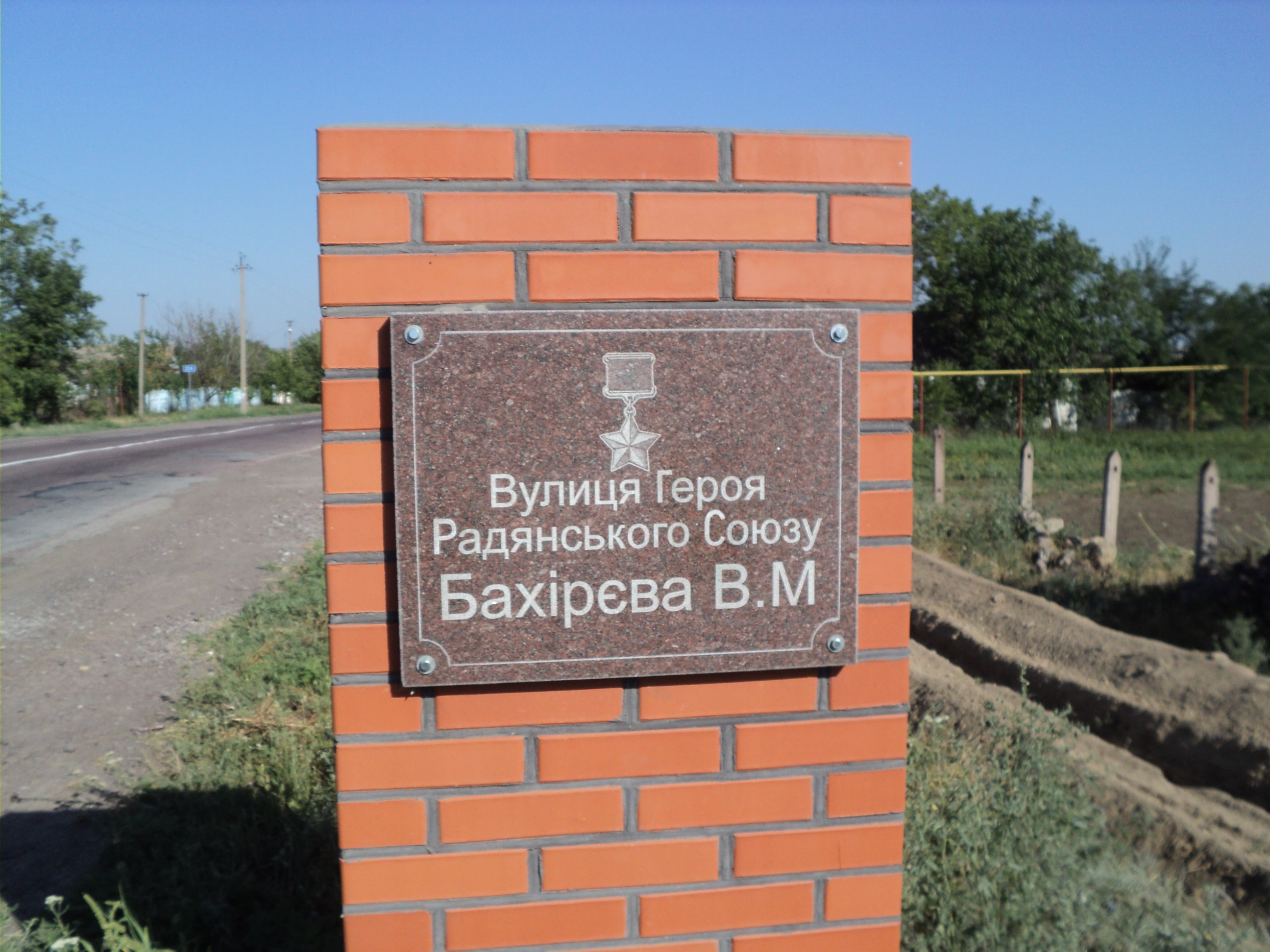
Вулиця Бахірєва В. М.
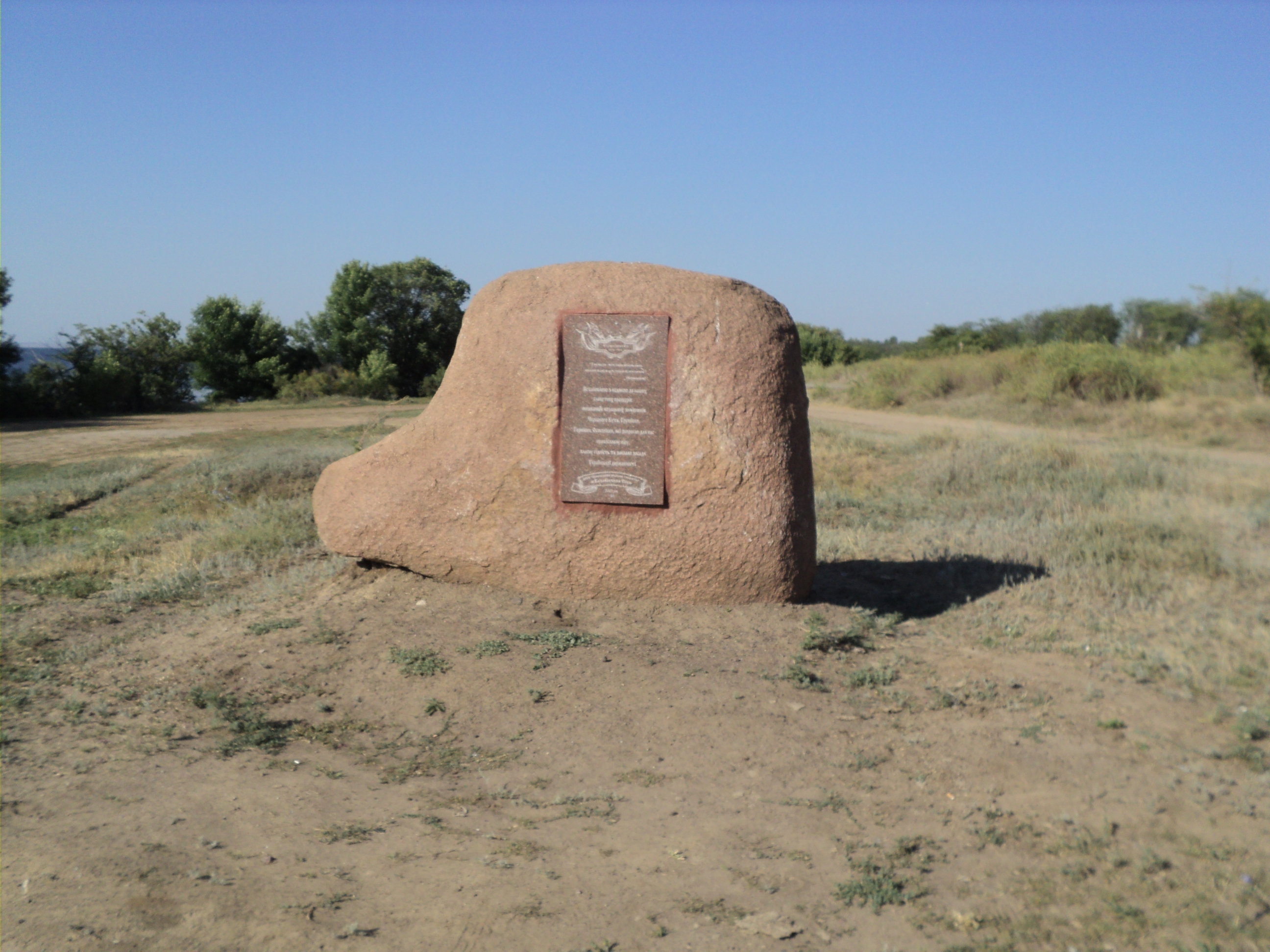
Пам'ятний знак на честь Базавлуцької Січі
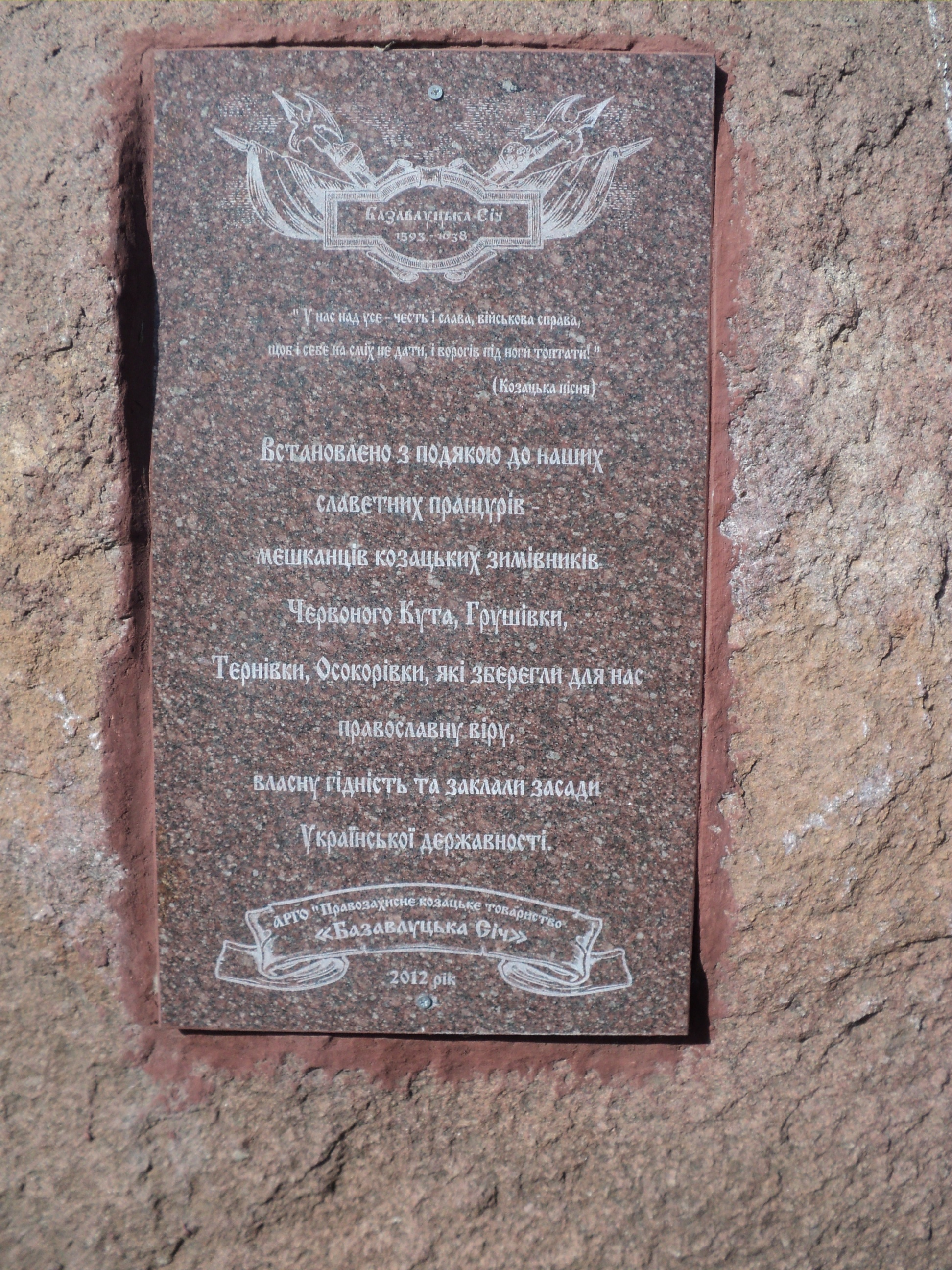
Пам'ятний знак на честь Базавлуцької Січі